# Estación Alto do Céu
La Estación Alto do Céu es una estación de metro del Metro de Recife. El movimiento de la estación es relativamente bajo, pues no posee terminal de transporte, la estación es más utilizada para quien usa la Línea Centro. Es también utilizada para los habitantes de los alrededores de la estación .Es la última estación que atiende el Ramal Jaboatão pasando desde ese momento a atender solamente el Ramal Camaragibe.